# Feira de Santana
Feira de Santana (IPA: [ˈfejɾɐ dʒi sɐ̃ˈtɐ̃nɐ]) nagyváros Brazíliában. Feira de Santana Santa Bárbara, Coração de Maria, Serra Preta, Santanópolis, Anguera, Antônio Cardoso, Candeal, Conceição do Jacuípe, Ipecaetá, Riachão do Jacuípe, Santo Amaro, São Gonçalo dos Campos és Tanquinho községekkel határos. Lakosainak száma 616 272 fő (2022).

## Fekvése
Brazília keleti részén, Bahia államban, melynek második legnagyobb települése. Salvador da Bahiától 110 km-re ÉNy-ra fekszik.

### Környező települések
Feira de Santana Santa Bárbara, Coração de Maria, Serra Preta, Santanópolis, Anguera, Antônio Cardoso, Candeal, Conceição do Jacuípe, Ipecaetá, Riachão do Jacuípe, Santo Amaro, São Gonçalo dos Campos és Tanquinho községekkel határos.

## Története
A várost eredetileg Feira de Santa Annának nevezték.

## Nevezetes személyek
- Fábio Baiano, visszavonult labdarúgó

## Népesség
A település népességének változása:
| Lakosok száma | 480 949 | 556 642 | 617 528 | 619 609 | 624 107 | 616 272 |
|               | 2000    | 2010    | 2015    | 2020    | 2021    | 2022    |